# Cupa Cupelor 1972-1973
Sezonul 1972-1973 al Cupei Cupelor a fost câștigat de AC Milan, care a învins-o în finală pe formația Leeds United.

## Prima rundă
| Echipa 1                   | General  | Echipa 1         | Tur   | Retur |
| -------------------------- | -------- | ---------------- | ----- | ----- |
| SEC Bastia                 | 1 - 2    | Atlético Madrid  | 0 - 0 | 1 - 2 |
| FC Spartak Moscova         | 1 - 0    | FC Den Haag      | 1 - 0 | 0 - 0 |
| Víkingur                   | 0 - 11   | Legia Warszawa   | 0 - 2 | 0 - 9 |
| FA Red Boys Differdange    | 1 - 7    | AC Milan         | 0 - 1 | 1 - 6 |
| Pezoporikos Larnaca FC     | 2 - 6    | Cork Hibernians  | 1 - 2 | 1 - 4 |
| FC Schalke 04              | 5 - 2    | PFC Slavia Sofia | 2 - 1 | 3 - 1 |
| Floriana                   | 1 - 6    | Ferencvárosi TC  | 1 - 0 | 0 - 6 |
| Standard Liège             | 3 - 4    | Sparta Praga     | 1 - 0 | 2 - 4 |
| FC Carl Zeiss Jena         | 8 - 4    | MP               | 6 - 1 | 2 - 3 |
| MKE Ankaragücü             | 1 - 2    | Leeds United     | 1 - 1 | 0 - 1 |
| SK Rapid Viena             | 2(d) - 2 | PAOK FC          | 0 - 0 | 2 - 2 |
| Rapid București            | 3 - 1    | Landskrona BoIS  | 3 - 0 | 0 - 1 |
| Sporting Clube de Portugal | 3 - 7    | Hibernian FC     | 2 - 1 | 1 - 6 |
| Fremad Amager              | 1 - 1(d) | KS Besa Kavajë   | 1 - 1 | 0 - 0 |
| FC Zürich                  | 2 - 3    | Wrexham AFC      | 1 - 1 | 1 - 2 |
| Hajduk Split               | 2 - 0    | Fredrikstad F.K. | 1 - 0 | 1 - 0 |

### Prima manșă
| FA Red Boys Differdange | 1 – 4 | AC Milan                              |
| ----------------------- | ----- | ------------------------------------- |
| H. Klein 90'            |       | Prati 5', 10' Turone 19' Chiarugi 83' |

| MKE Ankaragücü    | 1 – 1 | Leeds United |
| ----------------- | ----- | ------------ |
| Yalman 50' (pen.) |       | Jordan 44'   |

### A doua manșă
| AC Milan                     | 3 – 0 | FA Red Boys Differdange |
| ---------------------------- | ----- | ----------------------- |
| Chiarugi 4', 66' Benetti 33' |       |                         |

AC Milan s-a calificat cu scorul general de 7–1.
| Leeds United | 1 – 0 | MKE Ankaragücü |
| ------------ | ----- | -------------- |
| Jones 68'    |       |                |

Leeds United s-a calificat cu scorul general de 2–1.

## A doua rundă
| Echipa 1           | General  | Echipa 1           | Tur   | Retur      |
| ------------------ | -------- | ------------------ | ----- | ---------- |
| Atlético Madrid    | 5 - 5(d) | FC Spartak Moscova | 3 - 4 | 2 - 1      |
| Legia Warszawa     | 2 - 3    | AC Milan           | 1 - 1 | 1 - 2(aet) |
| Cork Hibernians    | 0 - 3    | FC Schalke 04      | 0 - 0 | 0 - 3      |
| Ferencvárosi TC    | 3 - 4    | Sparta Praga       | 2 - 0 | 1 - 4      |
| FC Carl Zeiss Jena | 0 - 2    | Leeds United       | 0 - 0 | 0 - 2      |
| SK Rapid Viena     | 2 - 4    | Rapid București    | 1 - 1 | 1 - 3      |
| Hibernian FC       | 8 - 2    | KS Besa Kavajë     | 7 - 1 | 1 - 1      |
| Wrexham AFC        | 3 - 3(d) | Hajduk Split       | 3 - 1 | 0 - 2      |

### Prima manșă
| FC Carl Zeiss Jena | 0 – 0 | Leeds United |
| ------------------ | ----- | ------------ |
|                    |       |              |

| Legia Warszawa | 1 – 1 | AC Milan  |
| -------------- | ----- | --------- |
| Deyna 79'      |       | Golin 75' |

### A doua manșă
| AC Milan                  | 2 – 1 (a.e.t) | Legia Warszawa |
| ------------------------- | ------------- | -------------- |
| Zignoli 10' Chiarugi 118' |               | Pieszko 44'    |

AC Milan s-a calificat cu scorul general de 3–2.
| Leeds United         | 2 – 0 | FC Carl Zeiss Jena |
| -------------------- | ----- | ------------------ |
| Cherry 55' Jones 64' |       |                    |

Leeds United s-a calificat cu scorul general de 2–0.

## Sferturi
| Echipa 1           | General | Echipa 1        | Tur   | Retur |
| ------------------ | ------- | --------------- | ----- | ----- |
| FC Spartak Moscova | 1 - 2   | AC Milan        | 0 - 1 | 1 - 1 |
| FC Schalke 04      | 2 - 4   | Sparta Praga    | 2 - 1 | 0 - 3 |
| Leeds United       | 8 - 1   | Rapid București | 5 - 0 | 3 - 1 |
| Hibernian FC       | 4 - 5   | Hajduk Split    | 4 - 2 | 0 - 3 |

### Prima manșă
| Leeds United                                     | 5 – 0 | Rapid București |
| ------------------------------------------------ | ----- | --------------- |
| Giles 15' Clarke 25' Lorimer 33', 50' Jordan 65' |       |                 |

| FC Spartak Moscova | 0 – 1 | AC Milan    |
| ------------------ | ----- | ----------- |
|                    |       | Benetti 62' |

| Hibernian     | 4 – 2 | Hajduk Split        |
| ------------- | ----- | ------------------- |
| Gordon Duncan |       | A marcat · A marcat |

### A doua manșă
| AC Milan | 1 – 1 | FC Spartak Moscova |
| -------- | ----- | ------------------ |
| Bigon 2' |       | Piskaryov 7'       |

AC Milan s-a calificat cu scorul general de 2–1.
| Rapid București | 1 – 3 | Leeds United                  |
| --------------- | ----- | ----------------------------- |
| Dumitriu 62'    |       | Bates 1' Jones 23' Jordan 75' |

Leeds United s-a calificat cu scorul general de 8–1.
| Hajduk Split                   | 3 – 0 | Hibernian |
| ------------------------------ | ----- | --------- |
| A marcat · A marcat · A marcat |       |           |

Hajduk Split s-a calificat cu scorul general de 5–4.

## Semifinale

### Prima manșă
| AC Milan     | 1 – 0 | Sparta Praga |
| ------------ | ----- | ------------ |
| Chiarugi 68' |       |              |

| Leeds United | 1 – 0 | Hajduk Split |
| ------------ | ----- | ------------ |
| Clarke 21'   |       |              |

### A doua manșă
| Hajduk Split | 0 – 0 | Leeds United |
| ------------ | ----- | ------------ |
|              |       |              |

Leeds United s-a calificat cu scorul general de 1–0.
| Sparta Praga | 0 – 1 | AC Milan     |
| ------------ | ----- | ------------ |
|              |       | Chiarugi 74' |

AC Milan s-a calificat cu scorul general de 2–0.

## Finala
| AC Milan    | 1 – 0 | Leeds United |
| ----------- | ----- | ------------ |
| Chiarugi 5' |       |              |